# İstanbul Büyükşehir Belediyespor Basketbol Takımı
L'İstanbul Büyükşehir Belediyespor Basketbol Takımı è una società cestistica avente sede a Istanbul, in Turchia. Fondata nel 2000, come sezione della polisportiva İstanbul Büyükşehir Belediyesi, gioca nel campionato turco.
Disputa le partite interne nel Cebeci Spor Salonu.

## Roster 2018-2019
Aggiornato al 18 febbraio 2019.
|    | Naz.                   | Ruolo | Sportivo              | Anno | Alt. | Peso |  |
| -- | ---------------------- | ----- | --------------------- | ---- | ---- | ---- |  |
| 0  | Stati Uniti (bandiera) | P     | Tu Holloway           | 1989 | 183  | 85   |  |
| 1  | Turchia (bandiera)     | P     | Sabahattin Can Göndür | 1995 | 182  |      |  |
| 4  | Turchia (bandiera)     | P     | Mehmet Yağmur         | 1987 | 187  | 85   |  |
| 5  | Canada (bandiera)      | G     | Brady Heslip          | 1990 | 188  | 82   |  |
| 9  | Turchia (bandiera)     | C     | Semih Erden           | 1986 | 213  | 109  |  |
| 10 | Turchia (bandiera)     | AP    | Mert Çevik            | 1996 | 200  |      |  |
| 11 | Turchia (bandiera)     | P     | Berent Kavaklioğlu    | 1986 | 186  |      |  |
| 14 | Turchia (bandiera)     | C     | Ramazan Tekin         | 1993 | 214  |      |  |
| 17 | Turchia (bandiera)     | GA    | Mert Gizir            | 1994 | 193  |      |  |
| 21 | Turchia (bandiera)     | AP    | Caner Topaloğlu       | 1985 | 198  | 92   |  |
| 22 | Turchia (bandiera)     | AG    | Bekir Karli           | 1997 | 199  |      |  |
| 23 | Turchia (bandiera)     | G     | Berkay Büyükbayrak    | 2000 | 195  |      |  |
| 26 | Croazia (bandiera)     | A     | Luka Babić            | 1991 | 201  | 98   |  |
| 30 | Stati Uniti (bandiera) | A     | Perry Ellis           | 1993 | 201  | 99   |  |
| 33 | Bulgaria (bandiera)    | GA    | Jordan Minčev         | 1998 | 203  | 83   |  |

### Staff tecnico
| Allenatore: | Ertuğrul Erdoğan                           |
| Assistenti: | Bora Bölükbaşı, İlker Salman, Kadir Serdar |

## Cestisti
- Eric Buckner 2013-2014